# Avra Valley, Arizona
Avra Valley je naseljeno područje za statističke svrhe u američkoj saveznoj državi Arizona. Prema popisu stanovništva iz 2010. u njemu je živjelo 6,050 stanovnika.